# د لیبرتینز
د لیبرتینز (انگلیسی: The Libertines) یک گروه راک انگلیسی است که در سال ۱۹۹۷ توسط کارل بارات (آواز/گیتار) و پیت دوهرتی (آواز/گیتار) در لندن تشکیل شد.